# Los Arévalos
Los Arévalos es una entidad de población española del municipio de Tejeda y Segoyuela, perteneciente a la provincia de Salamanca, en la comunidad autónoma de Castilla y León.

## Historia
Hacia mediados del siglo XIX, el lugar era referido como una alquería aneja de Avililla de la Sierra y ya por entonces perteneciente al municipio Tejeda. Aparece descrito en el segundo volumen del Diccionario geográfico-estadístico-histórico de España y sus posesiones de Ultramar de Pascual Madoz con las siguientes palabras:

AREVALOS (los): alq. aneja de Avililla de la Sierra y agregada al ayunt. de Tejada, en la prov. y dióc. de Salamanca. part. jud. de Sequeros, á la falda de un pequeño collado, bien ventilada y sana, con 1 casa bastante cómoda, vestigios de 1 igl. y de algunas otras casas; 1 fuente de agua potable y varias charcas para abrevadero de los ganados. A 1/4 de leg. al N. se ven tambien ruinas de edificios, lo cual unido á que en la parr., matriz de Avililla, existen partidas bautismales de Arevalillos, comprueba que en aquel sitio estuvo fundado el pueblo de este nombre: en el dia su térm. se halla confundido con el de Arévalos, el cual confina por N. con Garciñigo y Barbalos, E. con Escurial de la Sierra, S. con Navaredonda de la Rinconada, y O. con Sogoyuela y Tejada, estendiéndose de N. á S. 1 leg., y poco mas de 1/2 de E. á O.: el terreno, compuesto de una gran deh. con encinas, de buena calidad y pastos abundantes y esquisitos, es ligero, de miga y secano, de propiedad del marqués de Valdecarzana, y su única prod. son los pastos, con los que se cria mucho ganado lanar y vacuno, cerril, cerdoso y muy buenos toros, abundando en él la caza de liebres, conejos y perdices; los caminos son trasversales y se hallan en buen estado: cap. terr. prod.: 763,000 rs.: imp.: 38,115 rs.
(Madoz, 1845, pp. 539-540)

En 2023, la entidad singular de población tenía empadronados 6 habitantes.